# Ватно-гігієнічна продукція

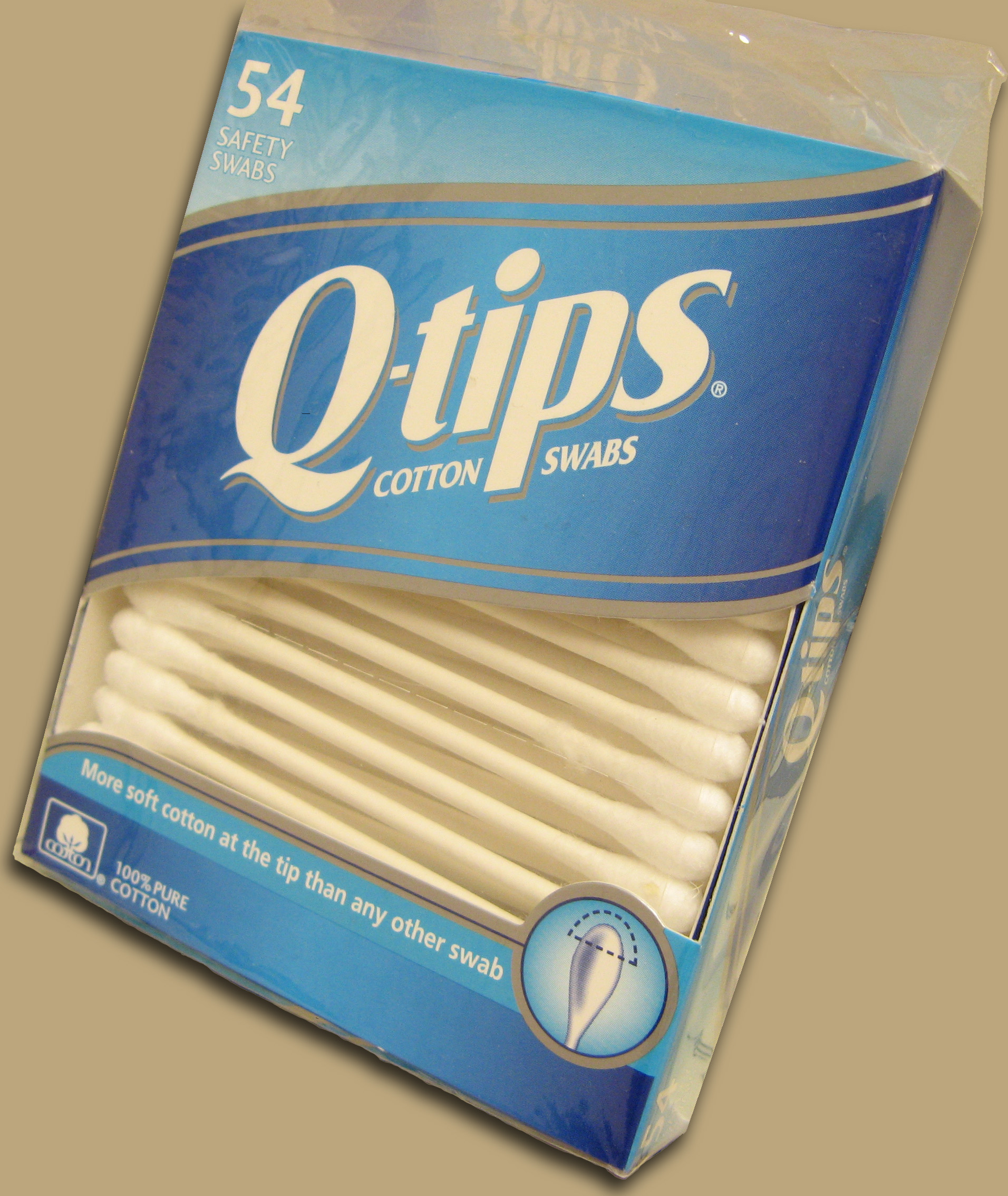
Ватяні палички

Ватно-гігієнічна продукція — ватно-марлева продукція та санітарно-гігієнічні вироби, які використовують при безпосередньому контакті зі шкірою, слизовою оболонкою та відкритими ранами. Найпростіші вироби — це вата і марля. Іншими прикладами є ватяна паличка, ватяний диск, ватяна кулька тощо. Для виробництва вищих сортів використовують виключно бавовну, нижчі сорти виготовляють з додаванням штучних волокон.

## Ватяна паличка
Ватяні (косметичні) палички — предмет гігієни, являє собою невелику паличку, на яку намотаний шматочок вати.
«Прабатьком» палички був звичайний сірник, на яку вручну намотували вату, щоб почистити вуха. Нарешті, пропозиція задовольнила попит, і палички стали випускати в промислових обсягах. При цьому були враховані незручності використання сірників — палички зробили довшими, а вату на них надійно закріпили.
Наразі палички виробляють з допомогою автоматів, які виготовляють по 500–600 штук на хвилину, а потім накручують на них вату.

## Ватяний диск
Ватяні диски — вироби з пресованої вати, призначені для догляду за шкірою. Найчастіше зустрічаються круглої форми, але випускаються і формі прямокутників. Ватяним диском можна швидко нанести лосьйон або змити косметику, очистити тіло від бактерій і забруднень. З ними зручно робити чайні компреси на повіки.
Іноді трапляються ватяні диски з домішкою віскози, яку застосовують через високу всотуваність. Віскоза є синтетичним волокном, що отримується з деревної маси (відходи лісопильної і бавовняної промисловості). В процесі виробництва віскоза вибілюється хлорними реагентами, в результаті чого утворюється речовина діоксин. Діоксин — отруйна речовина, яка не піддається природної деградації та викликає імунологічні й ендокринні зміни. Внаслідок підвищеної гігроскопічності волокна віскози легко відділяються від виробу і залишаються на поверхні рани, що створює сприятливе середовище для розмноження бактерій і, як наслідок, може призвести до запальних процесів. Також, при тривалому контакті віскозовмісного виробу слизова оболонка втрачає вологу, що призводить до зниження її еластичності.